# حكاية بحار (رواية)
حكاية بحار رواية للكاتب السوري حنا مينه، صدرت في العام 1981.

## عن الرواية
الرواية جزء من ثلاثية (حكاية بحار، الدقل، المرفأ البعيد، صدرت حكاية بحار عام 1981. عندما سُئل حنا مينه عن التفسير الرمزي لرواياته أجاب:
لا أناقش في تفسيرك الرمزي لأنك حر، غير أن رواياتي، دون تفسير رمزي، لا تُفهم إطلاقاً.. الجثة الحية في «حكاية بحار» هي القضية العربية، وعنها نبحث.. فانظر ما أعطانا السادات: جثة كامب ديفيد.. هذا هو رمز الجثة الفرنسية، التي عثر عليها سعيد حزوم، بينما هو يبحث عن والده. من ثلاثين عاماً ونحن نبحث عن صالح حزوم.. و«البحر» يقذفنا بجثث الغرباء.

### قصة الرواية
تسرد حكاية (سعيد حزوم) ابن بحار مغامر هو (صالح حزوم)، والذي كان يمثل قمة الرجولة وحب المغامرة، ليس لدى سعيد فحسب بل لدى كل الذين خبروا البحر وعرفوا تحولاته. تعرض الرواية محاولات (سعيد) ليكون صورة عن والده الذي اختفى في ظروف غامضة، ونشاهد في سير الأحداث التخبط والصراع الذي يواجهه البطل في سبيل أن يكون هو ذاته امتداداً لحياة وبطولات والده، لا مجرد شخص يعيش في ظل سيرة والده المعروفة.

### اقتباسات من الرواية
يا للهول كانت الجثة لبحار غريب! سعيد ما زال يمشي... سعيد ما زال يفكر... قلْ أنت أيها البحر، ولم يقل البحر شيئاً. كان هدير الموج يموسق الجو، وكان الليل رائعاً... كان ليلاً منوراً من ليالي الصيف الجميلة على البحر...". بحر وبحار وحكاية يدور في تلافيفها عبق البحر وعشق البحر... حنّا مينه العاشق للبحر وقصصه... لا يلبث عشقه أن ينبت أشياء رائعة... يلبسها خياله تفاصيل لحكاية تشبه البحر في عمقه... في اتساعه وفي كنوزه.
أن تُحب يعني ألا تتكلم. أحِبْ بصمت.. بصمت.. بصمت، انظر في العينين.. ماذا تقول العينان؟ومن يترجم ما تقوله العينان؟ بئس الصوت.النظرة صوت!